# Virginia Plan
Virginia Plan (také známý jako Randolph Plan po jeho předkladateli, nebo také Large-State Plan, Velký státní plán) byl návrh delegátů státu Virginie předložený americkému ústavodárnému shromáždění, které zasedalo od 14. května do 17. září 1787 ve Filadelfii v Pensylvánii. Návrh předpokládal dvoukomorový systém řízení státu a byl vypracován Jamesem Madisonem zatímco čekal až bude shromáždění usnášeníschopné. Dokument hrál důležitou roli v rozpravě o budoucím zákonodárném uspořádání vládního systému Spojených států a to zejména z hlediska stanovování počtu zastoupení delegátů podle počtu obyvatel (tehdy samozřejmě bílých) v jednotlivých státech, což byl problém zvláště u jižních států, kde stále fungovalo otroctví a bělochů bylo procentuálně poměrně málo.

## Předložení plánu Virginie
Důvodem svolání ústavního shromáždění do Filadelfie byla nutnost revize Článků Konfederace po vyhlášení nezávislosti na Anglii. Delegace z Virginie se chopila iniciativy a zahájila debatu tím, že okamžitě vypracovala a předložila návrh, pod kterým byl podepsán její delegát James Madison. Nicméně to byl Edmund Randolph, v té době guvernér státu Virginie, kdo tento návrh 29. května 1787 oficiálně předložil ve formě 15 rezolucí.
Rozsah rezolucí, který přesahoval rámec Článků Konfederace přispěl k rozšíření debaty, návrh doporučoval zásadní revizi struktury a pravomocí národní vlády. Dokument navrhoval například novou formu státní moci, její rozdělení na tři okruhy: moc legislativní, výkonnou a soudní. Jedním ze sporných témat byl způsob, jakým by byly v zákonodárném sboru zastoupeny velké a malé státy: úměrně počtu obyvatel, přičemž větší státy mají více hlasů než méně zalidněné státy nebo stejné zastoupení pro každý stát, bez ohledu na velikost jeho populace. Tento systém se více podobal systému stanov Konfederace, podle kterého byl každý stát zastoupen jedním hlasem v jednokomorovém zákonodárném sboru.

## Kompromis
Návrh delegace z Virginie předpokládal vznik dvoukomorového systému státní moci s duálními principy rotace v úřadu. Každý ze států by byl zastoupen v poměru k počtu obyvatel. Státy s velkou populací, jako Virginie (která byla v té době nejlidnatějším státem), by tedy měly více zástupců než menší státy. Velké státy podporovaly tento plán a menší státy se obecně proti němu postavily, upřednostňovaly alternativu předloženou 15. června delegací z New Jersey. Ta navrhla jednokomorový zákonodárný orgán, ve kterém by každý stát, bez ohledu na velikost, měl jeden hlas, jak je uvedeno v Článcích Konfederace. Nakonec se delegáti dohodli na kompromisu v Connecticutu a vytvořily Sněmovnu reprezentantů rozdělenou podle počtu obyvatel a Senát, ve kterém je každý stát rovnoměrně zastoupen.
Kromě řešení legislativního zastoupení se Virginia Plan zabýval i dalšími otázkami a mnoha dalšími ustanoveními. Navrhoval rozdělení vlády na do tří kategorií: legislativní, výkonnou a soudní. Členové jedné ze dvou legislativních komor by byli voleni přímou volbou, tedy občany; zvolení členové této komory by pak zvolili druhou komoru z nominací předložených státními zákonodárci. Výkonný orgán by byl vybrán legislativou.
Funkční období nebylo stanoveno, ale výkonný orgán a členové lidem zvolené legislativní komory nemohli být zvoleni na dobu neurčitou.
Plán navíc navrhl, aby legislativní odvětví mělo pravomoc vetovat zákony státu, pokud by byly považovány za neslučitelné s ustanoveními Konfederace, nebo by je vláda shledala neoprávněnými.

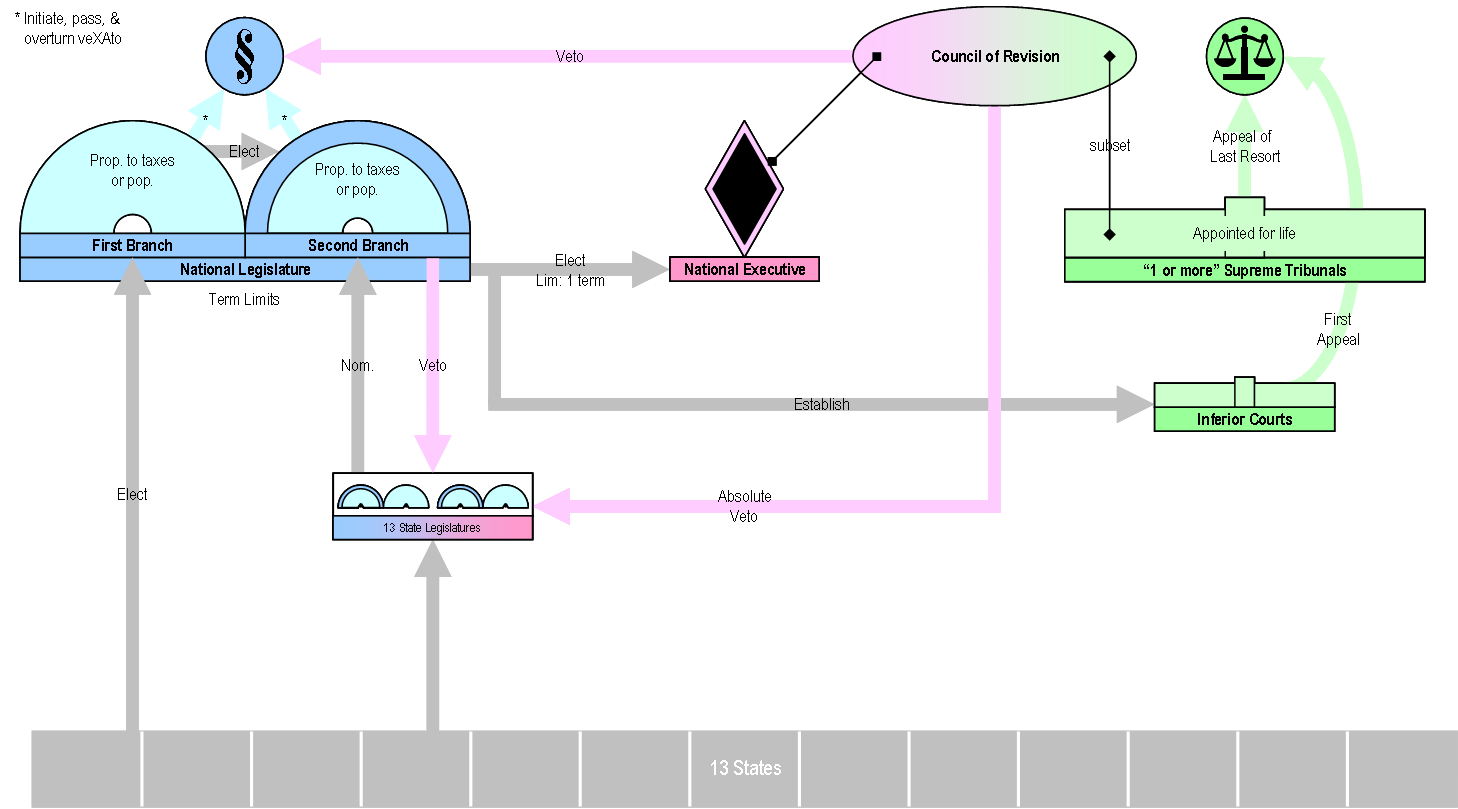
The Virginia Plan

Koncept kontrol a vyvážení byl zakotven v ustanovení, že legislativní akty by mohla vetovat rada složená z výkonných a vybraných členů soudní složky; jejich veto bylo možné přehlasovat nespecifikovanou legislativní většinou.

## Poznámka
1. ↑  Connecticutský kompromis (známý také jako Velký kompromis z roku 1787 nebo Shermanův kompromis) byla dohoda, které velké a malé státy dosáhly během Ústavního konventu z roku 1787 a která částečně definovala legislativní strukturu a zastoupení, které by měl mít každý stát ve vládě podle ústavy Spojených států. Udržel dvoukomorový zákonodárný systém jak navrhl Roger Sherman, spolu s poměrným zastoupením států v dolní komoře nebo Sněmovně reprezentantů, ale vyžadoval, aby horní komora nebo senát byly vyváženy stejně mezi státy. Každý stát by měl v horní komoře dva zástupce.V tomto článku byl použit překlad textu z článku Connecticut Compromise na anglické Wikipedii.